# Yunus II
Yunus II o Yunis II fou un emir mànida del Xuf. Era germà de Fakhr al-Din II. Yunis o Yunis I apareix esmentat el 1511 quan va morir jove però no se sap res de la seva biografia.
Quan Fakhr al-Din II va haver de fugir a Toscana el 1613, el Xuf i dependències, una zona muntanyosa al rerepaís de Sidó i de Beirut, no estava amenaçat pels otomans que no hi tenien guarnicions. Així que Fakhr va deixar el poder al seu germà Yunus II. Aquest, seguint ordes del seu germà, va traslladar la capital a Dayr al-Kamar (1613). El 1615 el kurd Yusuf Sayfa, que dominava la regió de Trípoli del Líban sota autoritat del governador Umar Pasha, va atacar el Xuf, i va saquejar Dayr al-Kamar però el gran visir Nasuh Pasha, instigador de l'atac, va morir el mateix any 1615 i el seu cap militar Ahmad Hafiz, governador de Damasc (que havia forçat la fugida de Fakhr al-Din II) va perdre el govern de Damasc (1616). Llavors el seu successor va fer la pau amb Yunus II a canvi d'una forta quantitat i el desmantellament de les fortaleses d'Arnun i Subayba (1617). Fakhr al-Din va poder retornar amb seguretat desembarcant a Acre el 1618. Yunus II li va retornar immediatament el comandament. La seva sot posterior és desconeguda però va morir abans que Fakhr al-Din (+ el 1635).